# Beleg van Krujë (1466)
Het Tweede Beleg van Krujë door het Ottomaanse leger vond plaats in 1466 in Krujë in Albanië.
Na verschillende pogingen de Albanezen te verslaan, overigens zonder succes, probeerde Mehmet II met een leger van 150.000 soldaten het Albanese verzet te breken. Een deel van de manschappen moest het kasteel omsingelen, de overigen moesten de Albanese soldaten in de bergen verslaan. De Ottomaanse officier Ballaban Badera sneuvelde tijdens deze veldslag, nadat hij beschoten werd met een haakbus door de Albanees Gjergj Lleshi.
Om Krujë te verdedigen, liet Skanderbeg 4.400 manschappen in Krujë, terwijl 8.000 manschappen de Turken gingen aanvallen met guerrillataktieken tegen het Ottomaanse leger. Mehmet probeerde te onderhandelen, maar de Albanezen reageerden hierop door op de Turken te schieten. Mehmet leidde het leger twee maanden, maar ging toen met een deel van de soldaten weg om het kasteel van Elbasan te herbouwen. Hij liet de rest van de soldaten in handen van Ballaban Badera. Later keerde de sultan terug naar Turkije, en liet de rest van de soldaten ook over aan Ballaban Badera.
Ballaban liet zijn kamp neerzetten in een dal, ten zuidwesten van Krujë en liet een deel van zijn leger patrouilleren in de bergen.
Skanderbeg veroverde snel een berg waar hij goed uitzicht had over Krujë. Het Ottomaanse leger kon geen voorraden meer krijgen. Uiteindelijk werden ze naar de muren van het kasteel gedreven, waar Ballaban stierf doordat hij beschoten werd met een haakbus. Uiteindelijk wist een klein deel van het Turkse leger terug te keren naar Turks grondgebied.
Slagen van Arianit (voor Skanderbeg) · Slag van Torvioll · Eerste Slag van Mokra · Slag van Otonetë · Albanees-Venetiaanse Oorlog · Eerste Slag van Oranik · Beleg van Svetigrad · Eerste Beleg van Krujë · Slag van Modrica · Eerste Slag van Meçad · Eerste Slag van Pollog · Beleg van Berat · Tweede Slag van Oranik · Slag van Ujëbardha · Italiaanse expeditie · Eerste Slag van Mokra · Macedonië-veldtocht (Tweede Slag van Mokra, Tweede Slag van Pollog, Slag van Livad) · Slag van Ohrid · Eerste Slag van Vajkal · Derde Slag van Oranik · Ballaban's veldtocht (Tweede Slag van Vajkal, Slag van Kashari) · Slag van Kumaniv · Tweede Beleg van Krujë · Derde Beleg van Krujë · Vierde Beleg van Krujë (na de dood van Skanderbeg)